# هياطلة
الهياطلة بالباخترية: ηβοδαλο، إبودالو)، ويسمون أحيانًا بالهون البيض، هم شعب عاش في آسيا الوسطى وجنوب آسيا من القرن الخامس إلى القرن الثامن. كان للهياطلة أهمية عسكرية بين عام 450م وعام 560م، وكانوا مستقرين في باختريا وتوسعوا منها شرقًا إلى حوض تاريم، وغربًا إلى بلاد الصغد، وجنوبًا إلى أفغانستان وباكستان، وإلى أجزاء من شمال الهند. وكانوا تحالفًا قبليًّا ضمّ مجتمعات رحل وأخرى متحضرة مستقرة. كان الهياطلة جزءًا من الدول الأربعة الكبرى التي تعرف بالخيونيين أو الخونا، إذ سبقهم الكيداريون وخلفهم الخون ثم النيزاكيون. رُبطت كل هذه الشعوب بالهون الذين غزوا شرق أوروبا في الفترة نفسها، والذين كانوا يسمون بالهون، ولكن ما من إجماع بين العلماء على هذا الربط.
كان معقل الهياطلة في باختر (توخارستان) في المنحدرات الشمالية للهندوكوش، في الأراضي التي أصبحت اليوم شمال شرق أفغانستان. مع حلول عام 479م، غزا الهياطلة بلاد الصغد وأذهَبوا الكيداريين غربًا، ومع حلول 493م احتلوا أجزاءً من أراضي جونغاريا اليوم وحوض باسين في الأراضي التي هي اليوم في شمال غرب الصين. وتوسعوا إلى باكستان أيضًا.
تختلف آراء المؤرخين في شؤون الهياطلة لأن المصادر التاريخية فيها ضعيفة وقليلة. ما من قائمة لملوكهم بين أيدينا، ولم يعرف العلماء على وجه اليقين كيف نشؤوا وأي لغة كانوا يتكلمون. والظاهر أن الهون البيض الذين غزوا باكستان هم الهياطلة، ولكن العلاقة الدقيقة غير ظاهرة. ويبدو أنهم كانوا يسمون أنفسهم إبودالو (ηβοδαλο، ومن هنا جاء اسم هفثل)، ويختصرونه عادة بالحرفين (ηβ)، وهو اسم كان يكتب بالخط الباختري على بعض نقودهم. أما أصل الاسم الإنكليزي (هفثاليت) فغير معروف، وربما كان من الكلمة الخوتانية *هيتالا، وتعني القوي، أو من الكلمة الفارسية الوسطى هافت آل، أي السبعة.

## الاسم والأسماء العرقية
يعود الاسم الإنكليزي (Hephthalites) إلى مصادر إغريقية قديمة، أشارت إلى القوم أيضًا بأسماء أخرى: إفثاليت، أبدل، أو أفدل.
أما الأرمن، فكانوا يسمونهم هيطل، والعرب والفرس يسمونهم الهيطل أو الهياطلة، واسمهم الباختري هو إبدودالو (ηβοδαλο).
في التواريخ الصينية، سُمّي الهياطلة ييثايليتو 厌带夷栗陁 (بالبينيين: يانداييليتو) أو بالاسم الأحدث المختصر يادا 嚈噠 (بالبينيين: ييدا). هذا الاسم الأخير نُقل إلى اللاتينية على هيئات كثيرة، منها: ييدا، وييتا، وييثا، وياندا. أما الاسمان الكانتوني والكوري الموافقان، فهما يبدات وييوبتال (بالكورية: 엽달)، وهما اسمان يحافظان على أجزاء من النطق الصيني الأوسط (تقريبًا يبداهت، [ʔjɛpdɑt]) أكثر من النطق المندريني الحديث، كما أنهما أقرب إلى الكلمة الإغريقية (Hephthalite). يقول بعض المؤرخين الصينيين إن جذر هيفثا (الذي في كلمة ييتايليتو، أو يادا) هو لقب يكافئ لقب الإمبراطور، أما كلمة هوا فهي اسم القبيلة الحاكمة.
في الهند القديمة، لم يكن اسم الهياطلة معروفًا. ويبدو أن الهياطلة كانوا جزءًا من شعب يعرف في الهند باسم الهون أو التوروشكيين، أو فروعًا منه، مع أن هذه الأسماء ربما كانت تستعمل للدلالة على مجموعات أوسع أو شعوب مجاورة. يشير النص السنسكريتي القديم برافيشياسوترا إلى مجموعة من الناس اسمهم الهفتريون، ولكن علاقتهم بالهياطلة غير واضحة.

## التاريخ

### المنطقة
تشكل الهياطلة في باختريا في نحو عام 450م أو قبل ذلك. في عام 442م كانت قبائلهم تحارب الفرس. في نحو عام 451م اتجهوا إلى الجنوب الشرقي إلى غاندارا. في عام 456م وصل وفد هيطلي إلى الصين. بحلول عام 458م كانت قوتهم تكفي ليتدخلوا في فارس.
في نحو عام 466م يرجح أنهم احتلوا أراضي بلاد ما وراء النهر من الكيداريين بمساعدة الفرس، ولكنهم بعد ذلك أخذوا من فارس أرض بلخ وشرق كوشانشهر.
في النصف الثاني من القرن الخامس سيطروا على صحاري تركمانستان إلى بحر قزوين وربما إلى مرو.
بحلول عام 500 أخذوا كل باختريا وجبال بامير وأجزاء من أفغانستان.
ويظهر أنهم في أواخر القرن الخامس استولوا على غرب حوض تاريم (كاشغر وخوتان) وفي 479م أخذوا شرقه (توربان). بين عام 497م وعام 509م اتجهوا شمال توربان نحو إقليم أورومتشي. في عام 509م أخذوا الصغد، وهي عاصمة بلاد الصغد.
في نحو عام 557م تدمرت الإمبراطورية على يد حلف بين الترك الزرق (الغوكتورك) والساسانيين، ولكن بعضهم استمر حاكمًا محلّيًّا في إقليم الأفغان في السنين المئة والخمسين التالية.

## الدين والثقافة
قيل إن الهياطلة مارسوا تعدد الأزواج وتشويه الجمجمة الصناعي. قالت المصادر الصينية عنهم إنهم عبدوا «آلهة أجنبية»، أو «شياطين»، أو «إله السماء» أو «إله النار». وقال الترك الزرق للبيزنطيين إن للهياطلة مدنًا مسوّرة. تقول بعض المصادر الصينية إنه لم يكن لهم بيوت وكانوا يعيشون في الخيم. يحاول ليتفينسكي أن يحل هذا بقول إنهم كانوا بدوًا انتقلوا إلى المدن التي غزوها. كان عندهم مناصب حكومية ولكن السيطرة المركزية كانت ضعيفة وكانت السلالات الحاكمة المحلية تؤتي الإتاوات.
وحسب سونغ يون، وهو ناسك بوذي صيني زار منطقة الهياطلة في عام 540 و«قدم رواية دقيقة عنهم وعن ملابسهم وأميراتهم وإجراءات البلاط وتقاليدهم، إذ يقول إنهم لم يعرفوا الدين البوذي وكانوا يبشرون بآلهة زائفة، ويقتلون الحيوانات من أجل لحمها». رُوي أن الهياطلة كثيرًا ما دمروا الأديرة البوذية ولكن كان غيرهم يعيد بناءها مرة أخرى. أما زوانزانغ، وهو مهاجر صيني زار المناطق نفسها التي زارها سونغ يون بعد 100 سنة، فيقول إن العاصمة في تشانغانيان كان فيها خمسة أديرة.
ويقول المؤرخ أندري وينك، «كانت البوذية سائدة في الحكم الهيطلي ولكن كان فيها أيضًا رواسب من الزرادشتية والمانوية». كان في بلخ 100 دير بوذي و30 ألف ناسك. وخارج المدينة كان دير بوذي كبير، سمي بعد ذلك نوبهار.
كان بين الهيطليين مسيحيون في أواسط القرن السادس، ولكننا لا نعرف شيئًا عن كيفية انتقالهم إلى المسيحية. في عام 549م، أرسلوا وفدًا إلى آبا الأول، بطريرك كنيسة الشرق، يطلبون إليه أن يرسّم كاهنًا يختارونه ليكون أسقفهم، وهو ما فعله البطريرك ان خضع الأسقف الجديد للبطريرك ولملك الساسانيين خسرف الأول لا يعرَف مجلس الأسقفية اليوم، ولكنه قد يكون في بادغيس-قادشتان، التي أرسل أسقفها وفدًا إلى مجمع البطريرك إشوياهب الأول في عام 585م. والراجح أنها كانت في محافظة هراة. أتاح وجود الكنيسة للهياطلة أن يوسعوا أعمالهم التبشيرية عبر نهر جيحون. في عام 591م، أسَر خسرف الثاني بعض الهياطلة الذين كانوا في جيش المتمرد بهرام تشوبين، وأرسلهم إلى الإمبراطور الروماني موريس هديّة دبلوماسية. وكان عل جباههم صلبان نسطورية موشومة.

## أحفادهم المحتملون
يحتَمل أن يكون عدد من المجموعات العرقية من أحفاد الهياطلة، منها:
- البشتون: يمكن أن يكون الهياطلة قد شاركوا في تأسيس عرق البشتون. قال يو. في. غانكوفسكي، وهو مؤرخ سوفيتي لأفغانستان: «بدأ شعب البشتون باتحاد قبائل إيرانية شرقية أصبحت المادة الأولى لتكوين البشتون، بدءًا من الألفية الأولى الميلادية، وهي مرتبطة بتفكك الحلف الهيطلي».[26]
  - الدرّانيّون: كان البشتون الدرّانيّون في أفغانستان يسمّون «أبدالي» قبل عام 1747م. وحسب رأي عالم اللغات جورج مورغنستيرن، فإن اسمهم أبدالي، قد يكون مرتبطًا بالهياطلة.[27] أيد هذه النظرية المؤرخ أيدوغدي كوربانوف، الذي قال إنه بعد سقوط التحالف الهيطلي، تجمع أصحابه تجمعات محلية محتلفة، وقد يكون الأبدالي واحد من القبائل التي لها أصل هيطلي.[28]